# Хореотоскоп
Хореотоскоп (англ. Choreutoscope) — первое предкинематографическое устройство, в котором использовалась система, схожая с первыми кинопроекторами. Хореотоскоп проецировал шесть изображений с длинного слайда и использовал механизм с ручным управлением для прерывистого движения слайда и синхронизированного действия затвора. Этот механизм стал ключом к созданию кинокамеры и проектора. Хореотоскоп использовался на первой профессиональной публичной демонстрации кинетоскопа для объяснения его принципов:86.

## История
Хореотоскоп был изобретён английским врачом Лайонелом Смитом Билом в 1866 году. Впервые Бил продемонтрировал его в Королевском политехническом институте, однако он никогда не патентовал его. В 1884 году Уилльям Чарльз Хьюз изобрёл свой собственный хореотоскоп, а в 1896 году аналогичный аппарат сделал Э.Б. Браун.

## Принцип работы
Это был первый проекционный аппарат, в котором впервые была применена технология прерывистого движения, ставшая основой многих кинокамер и проекторов. Он состоял из листа стекла, на котором были нарисованы несколько изображений последовательного движения какого-либо объекта. Этот лист устанавливался на мальтийском кресте, с помощью него и ещё одной шестерни обеспечивалась быстрая последовательная проекция немного отличающихся друг от друга неподвижных картинок, создавая иллюзию движения. Самым распространённым рисунком был «танцующий скелет», нарисованный Лайонелом Билом, в котором шесть последовательных изображений скелета были анимированы на панели просмотра.